# Liste des municipalités de la Nouvelle-Écosse
Plus bas, cet article présente une liste des municipalités de la Nouvelle-Écosse au Canada.

Localisation de la Nouvelle-Écosse dans le Canada

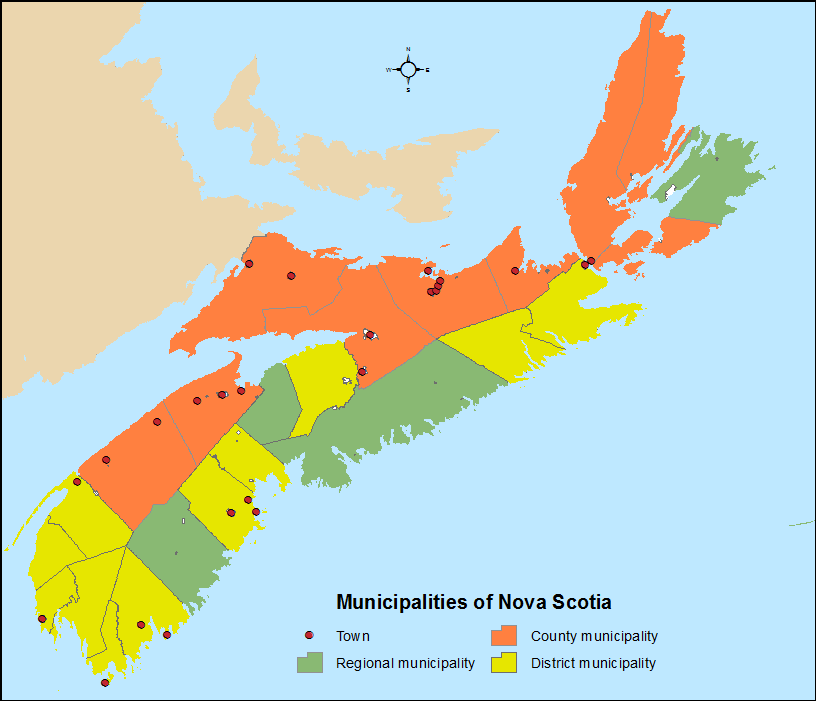
Répartition des 50 municipalités de la Nouvelle-Écosse selon le statut

La Nouvelle-Écosse est la 7e province du Canada par sa population de 923 598 habitants et la deuxième plus petite province par son territoire, après l'Île-du-Prince-Édouard, avec un territoire de 52,942 km² (20,441 miles carrés). La province compte 50 municipalités couvrant 99,8% du territoire et abritant 98,9% de la population de la province.
La système municipal néo-écossais comporte des municipalités régionales, des villes, des municipalités de comté (county municipalities) et des municipalités de district (district municipalities). Les municipalités régionales sont incorporées selon le Municipal Governement Act (MGA) de 1998, adopté le 1er avril 1999, alors que les villes, les municipalités de comté et les municipalités de district sont maintenues en tant que municipalités. Le MGA donne au conseil municipal le pouvoir de faire d'adopter des résolutions en matière de santé, bien-être, sécurité et protection de la population et sécurité et protection de la propriété privée.
De ses 50 municipalités, la Nouvelle-Écosse comporte 3 municipalités régionales, 26 villes, 9 municipalités de comté et 12 municipalités de district. La première municipalité incorporée est la capitale Halifax, en 1841, en plus d'être la plus populeuse avec 403 131 résidents, soit 44% de la population provinciale, ainsi que la plus vaste avec 5 490,35 km² (2 119,84 miles carrés). Halifax est par contre également la plus récente municipalité, car la ville actuelle est formée après une fusion le 1er avril 1996, en même temps que la création de la municipalité régionale de Queens. La plus vieille municipalité encore existante est Pictou qui est incorporé le 4 mai 1874.

## Municipalités

### Municipalités régionales
Les municipalités régionales sont incorporées sous l'autorité de la section 372 du Municipal Governement Act. Pour devenir une municipalité régionale, Nova Scotia Utility and Review Board (en) (NSUARB) doit recevoir une requête de toutes les municipalités présentes dans le comté. En cas d'obtention de l'unanimité des requêtes, le NSUARB prépare une étude pour déterminer si l'incorporation en tant municipalité régionale est dans l'intérêt de la population. Par la suite d'une étude positive, le lieutenant-gouverneur peut ordonner l'incorporation d'une municipalité régionale. Un péblicite peut parfois être entrepris et advenant un vote positif, l'incorporation est alors décrétée.
La Nouvelle-Écosse comporte 3 municipalités régionales. La plus importante municipalité régionale par sa population et son territoire est Halifax avec 403 131 habitants et 5 490,35 km² (2 119,84 miles carrés). La seconde plus importante est Cap-Breton avec une population de 94 285 résidents et un territoire de 2 430,06 km². Enfin, la troisième est Queens, avec 10 307 habitants et 2 392,63 km² (923,80 miles carrés).

### Municipalités rurales
Une municipalité rurale est un type de gouvernement local pour les zones rurales en dehors de villes non incorporées. Les municipalités rurales sont établies en 1879 et incluses dans les municipalités de comté et les municipalités de district. Les municipalités de district autrefois divisées en comtés historiques tandis que les municipalités de district ne l'étaient pas.

### Municipalités de comté

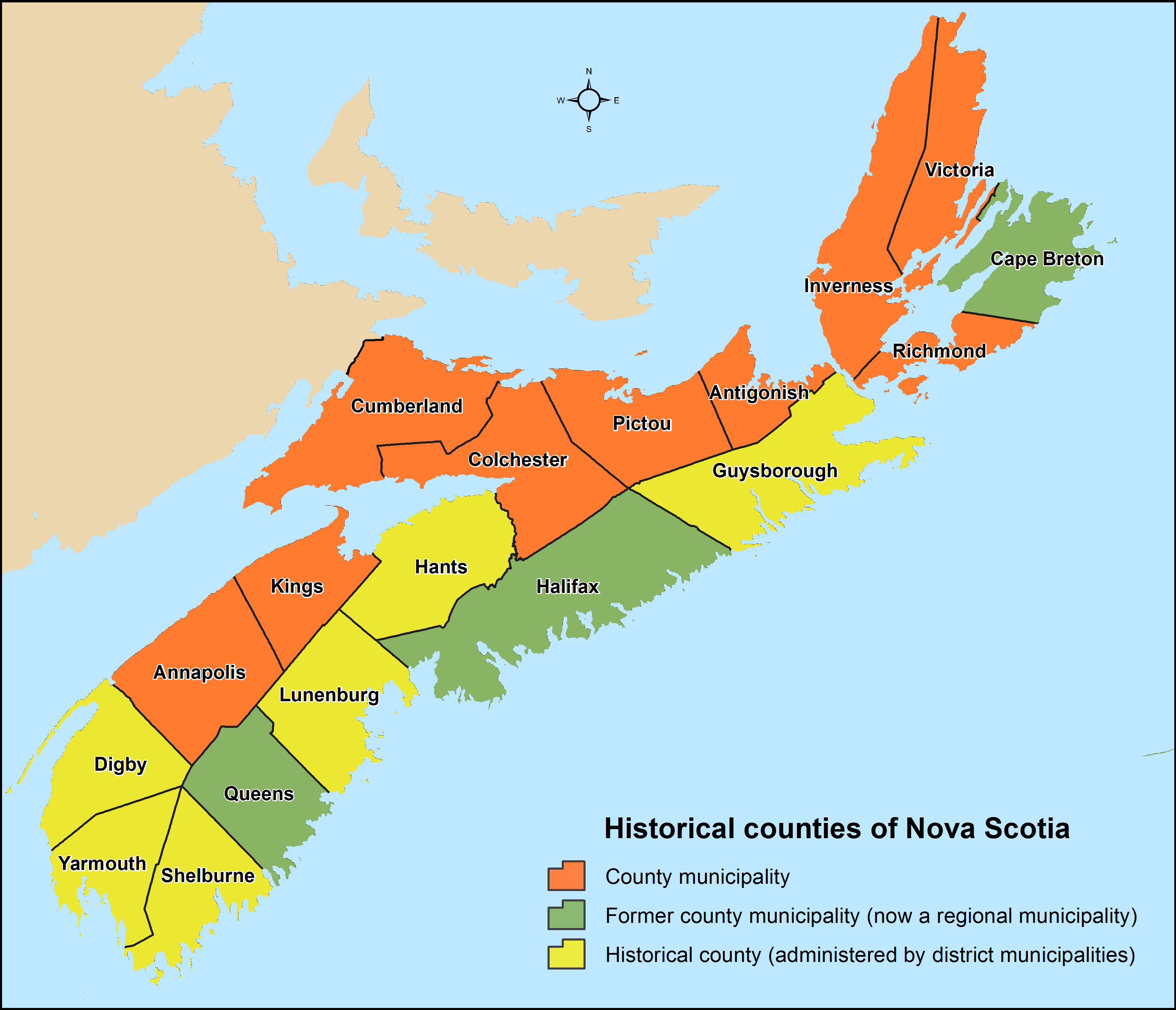
Répartition des 18 comtés historiques selon leur statut.

La province comporte 18 comtés historiques. Peu avant l'établissement des municipalités rurales en 1879, les gouvernements locaux étaient alors administrés par des cour de justice. Le 17 avril 1879, les cours administrant les municipalités sont abolies pour faire place à des conseils élus tel que le prescrit le The County Incorporation Act. En conséquence, 12 municipalités de comté sont créées, alors que les 6 autres comtés historiques deviennent des municipalités de district.
Au milieu des années 1990, des 12 municipalités de comté, 3 deviennent des municipalités régionales. Les 9 municipalités de comté restantes servent de gouvernement locaux pour les résidents vivant en dehors des villes incorporées,.
La plus importante municipalité de comté est le comté de Kings avec 47 404 résidents et la plus vaste est le comté de Cumberland avec 4 255,04 km² (1 642,88 miles carrés). La moins populeuse est le comté de Victoria avec 6 552 habitants et le comté de Richmond avec une superficie de 1 243,72 km² (480,20 miles carrés).

### Municipalités de district
Peu avant l'établissement d'un système de gouvernement local élu en Nouvelle-Écosse, 6 de 18 comtés historiques sont divisés en districts pour cour de justice. Le 17 avril 1879, ces 6 comtés deviennent 12 municipalités de district. Ce type de municipalité sert de gouvernement local pour les résidents vivant en dehors des villes incorporées. En 1998, les municipalités de district sont soumises au contrôle du Municipal Government Act.
La plus et moins populeuse municipalités de district de la Nouvelle-Écosse sont respectivement Lunenberg avec 24 863 habitants et St. Mary's avec 2 233 habitants. Guysborough est la plus vaste avec 2 116,86 km² (817,32 miles carrés) et celle avec le territoire le plus petit est Yarmouth avec 586,65 km² (226,51 miles carrés).

## Villes

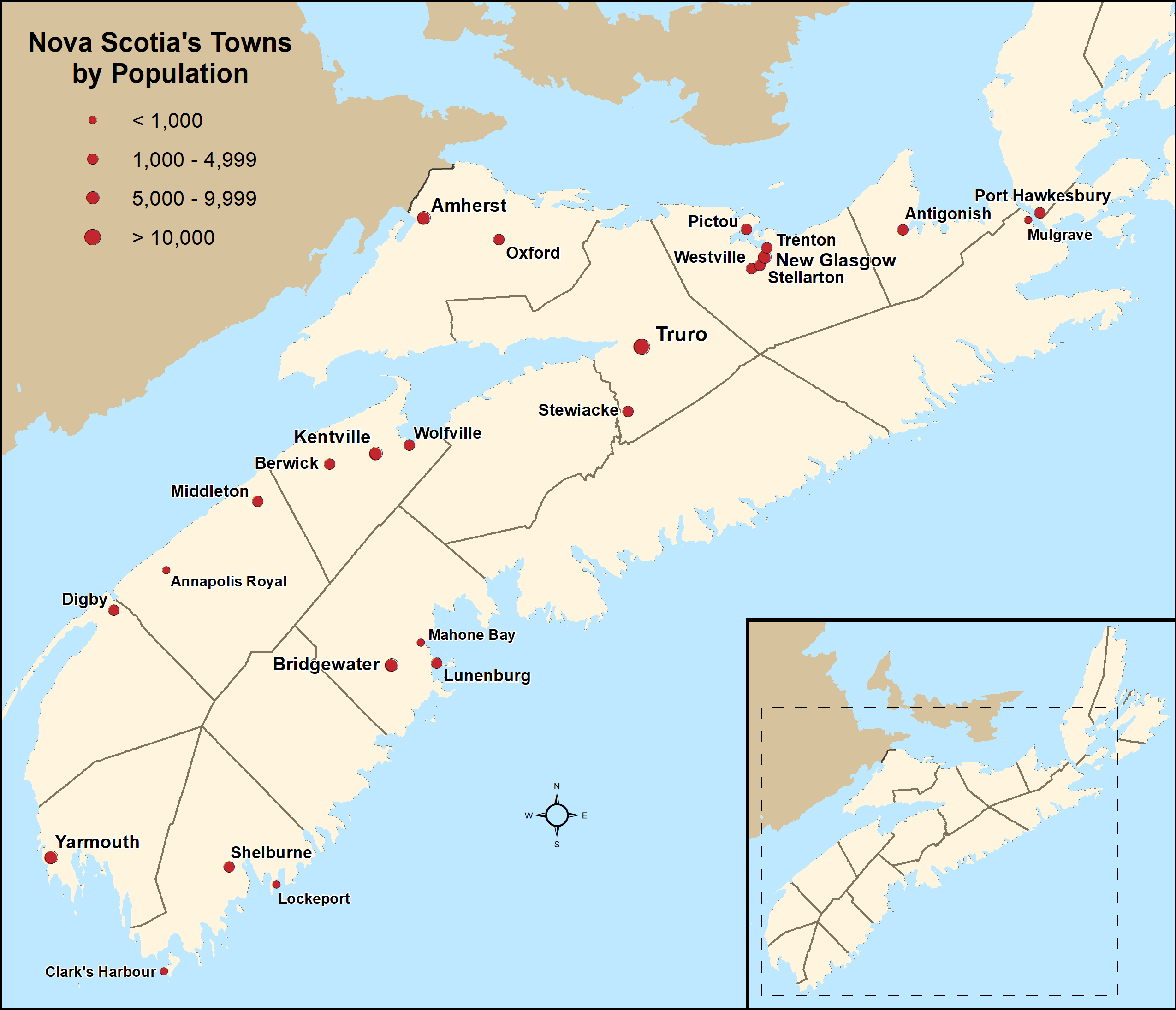
Répartition des 26 villes de la Nouvelle-Écosse par échelle de population.

Avant le milieu de l'année 2015, les villes de la Nouvelle-Écosse deviennent soumises aux sections 383 à 388 du MGA. Pour incorporer une ville, 100 électeurs vivant sur le territoire doivent en faire la demande à la NSUARB. À la suite de cette demande, la NSUARB interpelle les parties intéressées pour ensuite déterminer si les motifs sont raisonnables pour incorporer une nouvelle ville. Un ordre est alors émis par la NSUARB lors d'une réponse positive. Le 11 mai 2015, les sections 383 à 388 du MGA sont abrogées afin d'empêcher la constitution de nouvelles municipalités.
En 2016, la Nouvelle-Écosse comprend 27 villes. Depuis, le nombre est passé à 26 avec la dissolution de la ville de Parrsboro. L'ensemble des 26 villes comprennent une population de 97 495 habitants. La plus populeuse ville est Truro avec 12 261 résidents et la moins populeuse est Annapolis Royal avec 491 habitants. Ces deux villes ont également le plus grand et le plus petit territoire avec 34,49 km² (13,32 miles carrés) et 2,04 km² (0,79 mile carré) respectivement.

## Liste des municipalités
- Haut – A
- B
- C
- D
- E
- F
- G
- H
- I
- J
- K
- L
- M
- N
- O
- P
- Q
- R
- S
- T
- U
- V
- W
- X
- Y
- Z

| Nom                   | Comté       | Population | Superficie (km²) | Densité de population | Type de municipalité     | Constitution |
| --------------------- | ----------- | ---------- | ---------------- | --------------------- | ------------------------ | ------------ |
| Amherst               | Cumberland  | 9505       | 12,02            | 790,7                 | Ville                    |              |
| Comté d'Annapolis     | Annapolis   | 21438      | 3184,97          | 6,7                   | Municipalité de comté    |              |
| Annapolis Royal       | Annapolis   | 444        | 2,04             | 217,7                 | Ville                    |              |
| Antigonish            | Antigonish  | 4236       | 5,15             | 823,3                 | Ville                    |              |
| Comté d'Antigonish    | Antigonish  | 18836      | 1457,82          | 12,9                  | Municipalité de comté    |              |
| Argyle                | Yarmouth    | 8656       | 1527,10          | 5,7                   | Municipalité de district |              |
| Barrington            | Shelburne   | 7331       | 631,94           | 11,6                  | Municipalité de district |              |
| Bear River 6          | Annapolis   | 42         | 3,12             | 13,5                  | Réserve indienne         |              |
| Bear River 6          | Digby       | 101        | 3,34             | 30,2                  | Réserve indienne         |              |
| Bear River 6B         | Annapolis   | 10         | 0,23             | 42,9                  | Réserve indienne         |              |
| Beaver Lake 17        | Halifax     | 21         | 0,80             | 26,4                  | Réserve indienne         |              |
| Berwick               | Kings       | 2454       | 6,80             | 360,8                 | Ville                    |              |
| Bridgewater           | Lunenburg   | 7944       | 13,60            | 584,0                 | Ville                    |              |
| Cambridge 32          | Kings       | 120        | 0,53             | 226,9                 | Réserve indienne         |              |
| Cap-Breton            | Cap-Breton  | 102250     | 2433,33          | 42,0                  | Municipalité régionale   |              |
| Chapel Island 5       | Richmond    | 444        | 5,60             | 79,2                  | Réserve indienne         |              |
| Chester               | Lunenburg   | 10741      | 1120,75          | 9,6                   | Municipalité de district |              |
| Clare                 | Digby       | 8813       | 852,82           | 10,3                  | Municipalité de district |              |
| Clark's Harbour       | Shelburne   | 860        | 2,90             | 296,5                 | Ville                    |              |
| Comté de Colchester   | Colchester  | 50023      | 3627,69          | 13,8                  | Municipalité de comté    |              |
| Cole Harbour 30       | Halifax     | 128        | 0,19             | 690,0                 | Réserve indienne         |              |
| Comté de Cumberland   | Cumberland  | 32046      | 4271,14          | 7,55                  | Municipalité de comté    |              |
| Digby                 | Digby       | 2092       | 3,14             | 667,0                 | Ville                    |              |
| Digby                 | Digby       | 7986       | 1655,93          | 4,8                   | Municipalité de district |              |
| East Hants            | Hants       | 21387      | 1787,64          | 12,0                  | Municipalité de district |              |
| Eskasoni 3            | Cap-Breton  | 2952       | 36,14            | 81,7                  | Réserve indienne         |              |
| Fisher's Grant 24     | Pictou      | 429        | 0,97             | 440,5                 | Réserve indienne         |              |
| Glooscap 35           | Kings       | 60         | 1,67             | 35,9                  | Réserve indienne         |              |
| Gold River 21         | Lunenburg   | 65         | 2,80             | 23,2                  | Réserve indienne         |              |
| Guysborough           | Guysborough | 4681       | 2111,42          | 2,2                   | Municipalité de district |              |
| Halifax               | Halifax     | 372679     | 5490,18          | 67,9                  | Municipalité régionale   |              |
| Indian Brook 14       | Hants       | 1014       | 12,13            | 83,6                  | Réserve indienne         |              |
| Comté d'Inverness     | Inverness   | 19036      | 3830,40          | 5,0                   | Municipalité de comté    |              |
| Kentville             | Kings       | 5815       | 17,35            | 335,1                 | Ville                    |              |
| Comté de Kings        | Kings       | 60035      | 2122,18          | 28,3                  | Municipalité de comté    |              |
| Lockeport             | Shelburne   | 646        | 2,32             | 278,4                 | Ville                    |              |
| Lunenburg             | Lunenburg   | 2317       | 4,01             | 577,9                 | Ville                    |              |
| Lunenburg             | Lunenburg   | 25164      | 1759,14          | 14,3                  | Municipalité de district |              |
| Mahone Bay            | Lunenburg   | 904        | 3,13             | 288,9                 | Ville                    |              |
| Membertou 28B         | Cap-Breton  | 726        | 1,11             | 655,2                 | Réserve indienne         |              |
| Merigomish Harbour 31 | Pictou      | 0          | 0,23             | 0,0                   | Réserve indienne         |              |
| Middleton             | Annapolis   | 1829       | 5,44             | 336,3                 | Ville                    |              |
| Millbrook 27          | Colchester  | 703        | 3,55             | 198,1                 | Réserve indienne         |              |
| Mulgrave              | Guysborough | 879        | 17,81            | 49,4                  | Ville                    |              |
| New Glasgow           | Pictou      | 9455       | 9,93             | 952,6                 | Ville                    |              |
| New Ross 20           | Lunenburg   | 15         | 4,05             | 3,7                   | Réserve indienne         |              |
| Oxford                | Cumberland  | 1178       | 10,76            | 109,5                 | Ville                    |              |
| Parrsboro             | Cumberland  | 1401       | 14,88            | 94,1                  | Ville                    |              |
| Pennal 19             | Lunenburg   | 0          | 0,45             | 0,0                   | Réserve indienne         |              |
| Pictou                | Pictou      | 3813       | 7,94             | 480,2                 | Ville                    |              |
| Comté de Pictou       | Pictou      | 46513      | 2845,26          | 16,3                  | Municipalité de comté    |              |
| Pomquet And Afton 23  | Annapolis   | 361        | 2,16             | 167,4                 | Réserve indienne         |              |
| Ponhook Lake 10       | Queens      | 15         | 1,01             | 14,8                  | Réserve indienne         |              |
| Port Hawkesbury       | Inverness   | 3517       | 8,11             | 433,4                 | Ville                    |              |
| Queens                | Queens      | 11177      | 2386,58          | 4,7                   | Municipalité régionale   |              |
| Comté de Richmond     | Richmond    | 9740       | 1244,24          | 7,8                   | Municipalité de comté    |              |
| St. Mary's            | Guysborough | 2587       | 1909,59          | 1,4                   | Municipalité de district |              |
| Sheet Harbour 36      | Halifax     | 30         | 0,48             | 62,2                  | Réserve indienne         |              |
| Shelburne             | Shelburne   | 1879       | 9,00             | 208,7                 | Ville                    |              |
| Shelburne             | Shelburne   | 4828       | 1818,49          | 2,7                   | Municipalité de district |              |
| Shubenacadie 13       | Halifax     | 0          | 3,97             | 0,0                   | Réserve indienne         |              |
| Stellarton            | Pictou      | 4717       | 8,99             | 524,6                 | Ville                    |              |
| Stewiacke             | Colchester  | 1421       | 17,67            | 80,4                  | Ville                    |              |
| Summerside 38         | Annapolis   | 0          | 0,51             | 0,0                   | Réserve indienne         |              |
| Trenton               | Pictou      | 2741       | 6,00             | 456,4                 | Ville                    |              |
| Truro                 | Colchester  | 11765      | 37,63            | 312,7                 | Ville                    |              |
| Comté de Victoria     | Victoria    | 7594       | 2870,85          | 2,6                   | Municipalité de comté    |              |
| Wagmatcook 1          | Victoria    | 408        | 3,71             | 110,1                 | Réserve indienne         |              |
| West Hants            | Hants       | 13881      | 1238,12          | 11,2                  | Municipalité de district |              |
| Westville             | Pictou      | 3805       | 14,39            | 264,4                 | Ville                    |              |
| Whycocomagh 2         | Inverness   | 623        | 7,36             | 84,7                  | Réserve indienne         |              |
| Wildcat 12            | Queens      | 20         | 4,77             | 4,2                   | Réserve indienne         |              |
| Windsor               | Hants       | 3709       | 9,06             | 409,4                 | Ville                    |              |
| Wolfville             | Kings       | 3772       | 6,45             | 584,7                 | Ville                    |              |
| Yarmouth              | Yarmouth    | 7162       | 10,56            | 678,3                 | Ville                    |              |
| Yarmouth              | Yarmouth    | 10304      | 585,27           | 17,6                  | Municipalité de district |              |
| Yarmouth 33           | Yarmouth    | 155        | 0,32             | 486,8                 | Réserve indienne         |              |

### Villages incorporés
Villages avec une commission élue pour fournir des services complémentaires à ceux offerts par le comté ou le district municipal.

## Anciennes municipalités
Durant les années 1990, la Nouvelle-Écosse a procédé a plusieurs réformes de son administration municipale, ce qui a conduit à la fusion de plusieurs municipalités ou la dissolution de certaines.

### Fusions
- La municipalité de comté de Cap-Breton, la cité de Sydney, les villes de Dominion (en), Glace Bay, Louisbourg, New Waterford (en), North Sydney et Sydney Mines (en) sont dissoutes pour former la municipalité régionale de Cap-Breton le 1er avril 1995.
- Le comté de Halifax, la cité de Dartmouth et la ville de Bedford (Nouvelle-Écosse) sont fusionnés pour former la municipalité régionale de Halifax le 1er avril 1996.
- La municipalité de comté de Queens et la ville de Liverpool fusionnent pour former la municipalité régionale de Queens le 1er avril 1996[10].

### Dissolutions
Cinq villes ont été dissoutes depuis 2011 et sont maintenant sous la juridiction des municipalités rurales avoisinantes.
- Canso est dissoute le 1er juillet 2012 pour devenir une partie de la municipalité de district de Guysborough[6].
- Bridgetown et Springhill sont dissoutes pour devenir respectivement des parties de la municipalité de comté d'Annapolis et de la municipalité de comté de Cumberland le 1er avril 2015[6].
- Hantsport devient une partie de la municipalité de district de West Hants le 1er juillet 2015[6].
- Parrsboro est dissoute dans la municipalité de comté de Cumberland le 1er novembre 2016[13].